# NGC 477
NGC 477 es una galaxia espiral barrada de la constelación de Andrómeda. 
Fue descubierta el 18 de octubre de 1786 por el astrónomo William Herschel.